# Dufourea cypria
Dufourea cypria is een vliesvleugelig insect uit de familie Halictidae. De wetenschappelijke naam van de soort is voor het eerst geldig gepubliceerd in 1952 door Mavromoustakis.